# قسيم غدي
القسيم الغدّيّ (بالإنجليزية: Adenomere)‏ هو الوحدة الوظيفيّة في الغدد اللعابيّة. القسيمات الغدّيّة هي الوحدة الإفرازيّة في الفصيصات. يتكون من حميع الخلايا الإفرازيّة التي تُطلق إفرازاتها في القناة الوحيدة بين الفصيصات. وهو جزء من الغدة اللعابيّة الذي يمتدّ ليصبح مسؤولا عن الوظيفة.
يتكون القسيم الغدّيّ من:
1. القنوات المقحمة: ينقل اللعاب إلى قنوات أكبر.
2. القنوات المخططة: يحتوي الكثير من ميتوكندريا المسؤولة عن نقل الأيونات والماء خلال عمليّة الإفراز. يبطن هذه القنوات طبقةٌ منفردة طلائيّة طوليّة.
3. الخلايا الغدّيّة: تصنع البروتينات السكّرّيّة.